# Анчипа (водохранилище)
Лаго-дель-Анчипа — водохранилище в Италии. Площадь поверхности — 1,41 км². Площадь водосбора, сток которого регулируется водохранилищем — 51 км². Максимальный объём — 30,4 мл м³. Максимальный уровень воды — 943,7 м над уровнем моря; минимальный — 909,7 м.
Расположено на острове Сицилия, на границе провинций Энна и Мессина, в горах Неброди.
Водохранилище образовано гравитационной плотиной высотой 112 м, построенной на реке Тройна в 1949—1953 годах. На момент постройки плотина была высочайшей из плотин с полыми контрфорсами.
Водохранилище снабжает водой города Энна, Катания и Сиракуза. Окружено лесами из дуба Quercus congesta.